# Calamba (Misamis Occidental)
Calamba (Bayan ng Calamba) är en kommun i Filippinerna. Kommunen ligger på ön Mindanao, och tillhör provinsen Misamis Occidental. Folkmängden uppgår till 17 594 invånare.

## Bildgalleri

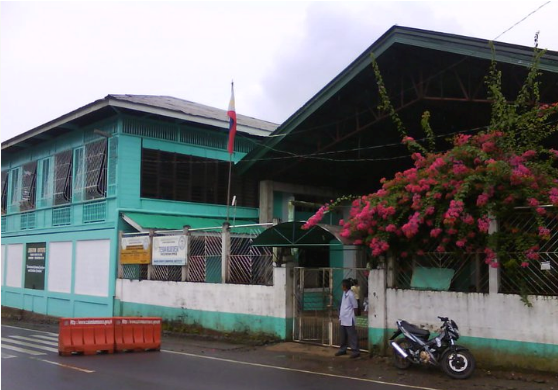

## Barangayer
Calamba är indelat i 19 barangayer.
| - Bonifacio - Bunawan - Calaran - Dapacan Alto - Dapacan Bajo - Langub - Libertad - Magcamiguing - Mamalad - Mauswagon | - Northern Poblacion - Salvador - San Isidro - Siloy - Singalat - Solinog - Southwestern Poblacion - Sulipat - Don Bernardo Neri Pob |